# Егер, Петер
Петер Егер (нем. Peter Jäger, род. 1968) — немецкий арахнолог. Глава отделения арахнологии в Зенкенбергском музее во Франкфурте-на-Майне в Германии. Является корреспондентом Международного общества арахнологов в Германии и был членом правления общества с 2004 по 2010 год. Он также был председателем совета директоров Арахнологического общества (2004—2010) и членом попечительского совета «Паук года» (2000—2009).

## Таксоны
К настоящему времени учёный описал более 300 новых видов, большинство из которых он собрал во время исследовательских поездок в Юго-Восточную Азию. Он привлёк особое внимание средств массовой информации в 2001 году, когда впервые описал самого крупного известного паука, лаосского гигантского паука-краба (Heteropoda maxima) из Лаоса с размахом ног до 30 см.
Назвал вид пауков Heteropoda davidbowie в честь Дэвида Боуи.
В июне 2020 года он назвал новые род и вид пауков из семейства Sparassidae с Мадагаскара в честь Греты Тунберг.